# Liste der Monuments historiques in Broyes (Marne)
Die Liste der Monuments historiques in Broyes führt die Monuments historiques in der französischen Gemeinde Broyes auf.

## Liste der Immobilien
| Bezeichnung | Beschreibung     | Standort                       | Kennzeichnung | Schutzstatus | Datum | Bild |
| ----------- | ---------------- | ------------------------------ | ------------- | ------------ | ----- | ---- |
| Ziegelei    | Ziegelofen, 1854 | 1 chemin de la Tuilerie (Lage) | PA51000004    | Inscrit      | 2000  |      |

## Liste der Objekte
| Bezeichnung                     | Beschreibung                                                                               | Standort                       | Kennzeichnung | Schutzstatus | Datum | Bild |
| ------------------------------- | ------------------------------------------------------------------------------------------ | ------------------------------ | ------------- | ------------ | ----- | ---- |
| Taufbecken                      | Stein, 16. Jahrhundert                                                                     | in der Kirche St-Martin (Lage) | PM51003064    | Inscrit      | 1980  |      |
| Konsole                         | mit Relief eines Vogels; Holz, 18. Jahrhundert; Verbleib unbekannt                         | in der Kirche St-Martin (Lage) | PM51003066    | Inscrit      | 1980  |      |
| Kronleuchter                    | Bronze, 19. Jahrhundert                                                                    | in der Kirche St-Martin (Lage) | PM51003065    | Inscrit      | 1980  |      |
| Tabernakel                      | mit Skulptur Heiliger Sebastian: Holz, 18. Jahrhundert; Verbleib des Tabernakels unbekannt | in der Kirche St-Martin (Lage) | PM51003063    | Inscrit      | 1980  |      |
| Anschlagtafel                   | Holz, 18. Jahrhundert                                                                      | in der Kirche St-Martin (Lage) | PM51003067    | Inscrit      | 1980  |      |
| Gemälde Kreuzigung              | Ölfarbe auf Holz, 16. Jahrhundert                                                          | in der Kirche St-Martin (Lage) | PM51000119    | Classé       | 1974  |      |
| Balustrade der Taufkapelle      | Holz, 17. Jahrhundert                                                                      | in der Kirche St-Martin (Lage) | PM51002221    | Inscrit      | 1975  |      |
| Hauptaltar                      | Altaraufbau und Tabernakel; Holz, farbig gefasst und vergoldet, 18. Jahrhundert            | in der Kirche St-Martin (Lage) | PM51000117    | Classé       | 1975  |      |
| Skulptur Madonna mit Kind       | Holz, farbig gefasst, Ende des 15. Jahrhunderts                                            | in der Kirche St-Martin (Lage) | PM51000118    | Classé       | 1974  |      |
| Prozessionsstab Heiliger Joseph | Holz, 18. Jahrhundert                                                                      | in der Kirche St-Martin (Lage) | PM51002077    | Inscrit      | 1974  |      |